# 西環 (選區)
西環（英語：Sai Wan，代號：A08）曾是香港中西區區議會下轄的選區，1994年設立，2023年取消，末任區議員為彭家浩。

## 範圍及名稱
選區位於堅尼地城東部，現時包括即西祥街、卑路乍街及山市街以西至士美菲路以東的地區，位於港鐵堅尼地城站附近，以單幢私人樓宇為主，計有寶雅山、海怡花園、堅城中心、五福大廈、珍珠閣等；名稱源於原有西環地名，與其相鄰的選區有堅摩、觀龍及寶翠選區，投票站設於堅尼地城社區綜合大樓2樓綜合用途室。

## 沿革
1993年港督彭定康推行政改方案，取消區議會委任議席及雙議席選區制度，全面實行單議席單票制，並改由選區分界及選舉事務委員會制定，區議會選區數目大幅增加，西環選區由堅尼地城西及摩星嶺、堅尼地城東兩個選區劃出部分範圍組合而成。1994年區議會選舉，原堅尼地城西及摩星嶺區議員陳特楚代表自由黨出選，對手是得到港同盟匯點共同推薦陳國樑，最終陳特楚以1,681票擊敗對手1,406票。
1999年、2003年及2007年區議會選舉，陳特楚連續三次自動當選，反映建制派及民主派都對本區未有太大興趣，而陳於2000年獲選為中西區區議會副主席，更於2004至2011年度獲選為中西區區議會主席，期間曾經退出及重新加入自由黨，但最終在2007年以無黨派身份參選，不過得到香港島各界聯合會支持，選舉時亦未有申報為該會顧問。
2011年區議會選舉，陳特楚不再尋求連任，交棒予民建聯張國鈞，其後民主黨派出於區內服務多年的莊榮輝爭奪此區議席。最終張以1,655票，廿四票之微擊敗取得1,631票的莊榮輝，成功替民建聯奪得議席，事後民主黨發現多名選民登記住址是區內已清拆的重建地盤，認為這是“種票”行為。
2015年區議會選舉張莊再次對壘，選舉氣氛熾熱，二人得票上升(2,011票對1,898票)，張國鈞成功連任保住議席。隨後更於2016年立法會選舉取代鍾樹根，成為民建聯港島區立法會議員，張國鈞更於2017年被行政長官林鄭月娥委任為行政會議非官守議員，短短兩年成為三料議員。
2019年區議會選舉，民主黨莊榮輝因出任該黨新界東選區立法會議員林卓廷的辦事處總幹事，為西貢區原有民主黨區議員及社區主任另立將軍澳民生關注組爐灶，使該黨在當地「清零」，而轉往西貢區議會都善選區發展「收復收地」，本區由代表維多利亞社區協會的彭家浩以3,289票勝出，擊敗張國鈞，同時彭家浩亦成為本區成立以來首位民主派區議員。2020年6月30日，維多利亞社區協會宣布暫停運作，彭家浩以獨立民主派身份繼續活動。

西環選區隨着2023年選舉改革被撤銷，與堅摩、寶翠、石塘咀、西營盤、正街及水街選區合併成西區選區。

## 歷屆議員
| 屆別           | 議員   | 政治聯繫 | 政治聯繫      |
| -------------- | ------ | -------- | ------------- |
| 1994年－1999年 | 陳特楚 |          | 自由黨        |
| 2000年－2003年 | 陳特楚 |          | 自由黨        |
| 2004年－2007年 | 陳特楚 |          | 自由黨        |
| 2008年－2011年 | 陳特楚 |          | 港島聯        |
| 2012年－2015年 | 張國鈞 |          | 民建聯        |
| 2016年－2019年 | 張國鈞 |          | 民建聯        |
| 2020年－2023年 | 彭家浩 |          | 維協 → 無黨籍 |

## 歷屆選舉結果
| 政党   | 政党             | 候选人    | 票数  | %     | ±      |
| ------ | ---------------- | --------- | ----- | ----- | ------ |
|        | 民建聯           | 1. 張國鈞 | 2,494 | 42.93 | ▼8.52  |
|        | 獨立             | 2. 黃美𡖖 | 40    | 0.69  | 不適用 |
|        | 維多利亞社區協會 | 3. 彭家浩 | 3,289 | 56.48 | 不適用 |
| 多数票 | 多数票           | 多数票    | 795   | 13.55 | ▲10.66 |

| 政党   | 政党   | 候选人    | 票数  | %     | ±     |
| ------ | ------ | --------- | ----- | ----- | ----- |
|        | 民主黨 | 1. 莊榮輝 | 1,898 | 48.55 | ▼1.08 |
|        | 民建聯 | 2. 張國鈞 | 2,011 | 51.45 | ▲1.08 |
| 多数票 | 多数票 | 多数票    | 113   | 2.89  | ▲2.15 |

| 政党   | 政党   | 候选人    | 票数  | %     | ±      |
| ------ | ------ | --------- | ----- | ----- | ------ |
|        | 民主黨 | 1. 莊榮輝 | 1,631 | 49.63 | 不適用 |
|        | 民建聯 | 2. 張國鈞 | 1,655 | 50.37 | 不適用 |
| 多数票 | 多数票 | 多数票    | 24    | 0.74  | 不適用 |

| 政党   | 政党             | 候选人 | 票数     | %      | ±      |
| ------ | ---------------- | ------ | -------- | ------ | ------ |
|        | 香港島各界聯合會 | 陳特楚 | 自動當選 | 不適用 | 不適用 |
| 多数票 | 多数票           | 多数票 | 不適用   | 不適用 | 不適用 |

| 政党   | 政党   | 候选人 | 票数     | %      | ±      |
| ------ | ------ | ------ | -------- | ------ | ------ |
|        | 自由黨 | 陳特楚 | 自動當選 | 不適用 | 不適用 |
| 多数票 | 多数票 | 多数票 | 不適用   | 不適用 | 不適用 |

| 政党   | 政党   | 候选人 | 票数     | %      | ±      |
| ------ | ------ | ------ | -------- | ------ | ------ |
|        | 獨立   | 陳特楚 | 自動當選 | 不適用 | 不適用 |
| 多数票 | 多数票 | 多数票 | 不適用   | 不適用 | 不適用 |

| 政党   | 政党        | 候选人 | 票数  | %     | ±      |
| ------ | ----------- | ------ | ----- | ----- | ------ |
|        | 自由黨      | 陳特楚 | 1,681 | 54.45 | 新選區 |
|        | 港同盟/匯點 | 陳國樑 | 1,406 | 45.55 | 新選區 |
| 多数票 | 多数票      | 多数票 | 275   | 8.91  | 新選區 |

## 資料來源與註釋
1. ↑   (PDF).   [2019-12-06]. （原始内容存档 (PDF)于2019-12-06）.
2. ↑   (PDF).   [2019-12-06]. （原始内容 (PDF)存档于2020-08-20）.
3. ↑  .   [2018-06-26]. （原始内容存档于2018-06-12）.
4. ↑  . 蘋果日報. 2019-12-08  [2019-12-27]. （原始内容存档于2019-12-08）.
5. ↑  . 頭條日報. 2019-11-25  [2019-12-27]. （原始内容存档于2019-12-27）.